# Пам'ятки археології Могилів-Подільського району
У Могилів-Подільському районі Вінницької області під обліком перебуває 33 пам'ятки археології.
| №   | Охоронний № | Найменування пам’ятки                                      | Пам'яток у комплексі | Адреса              | Дата (епоха)                                | Дата відкриття або виявлення | Автори (дослід.)                          | Рішення про взяття під охорону |
| --- | ----------- | ---------------------------------------------------------- | -------------------- | ------------------- | ------------------------------------------- | ---------------------------- | ----------------------------------------- | ------------------------------ |
| 1.  | 532         | Черняхівський могильник                                    |                      | с. Борщівці         | ІІ-IV ст. ст. н.е.                          | 1954 р.                      | Західноукраїнська археологічна експедиція | №31310.06.1971 р.              |
| 2.  |             | Палеолітична стоянка                                       |                      | с. Бернашівка       | XXXV-X тис. до н. е.                        | 2009 р.                      | к. і. н. Гаскевич Д.Л.                    | щойно виявлена                 |
| 3.  |             | Поселення трипільської культури                            |                      | с. Вендичани        | IV-ІІІ тис. до н. е.                        | 2009 р.                      | к. і. н. Гаскевич Д.Л.                    | щойно виявлена                 |
| 4.  |             | Поселення трипільської культури                            |                      | с. Вендичани        | IV-ІІІ тис. до н. е.                        | 2009 р.                      | к. і. н. Гаскевич Д.Л.                    | щойно виявлена                 |
| 5.  |             | Поселення трипільської культури                            |                      | с. Грабарівка       | IV-ІІІ тис. до н. е.                        | 2009 р.                      | к. і. н. Гаскевич Д.Л.                    | щойно виявлена                 |
| 6.  |             | Скіфське городище                                          |                      | с. Нова-Григорівка  | VII-III ст. ст. до н.е., VII-X ст. ст. н.е. | 1948-1954 р. р.              | археолог М. І. Артамонов                  | №71121.07.1965 р.              |
| 7.  |             | Поселення трипільської культури                            |                      | с. Нова-Григорівка  | IV-ІІІ тис. до н. е.                        | 2009 р.                      | Потупчик М.В.                             | щойно виявлена                 |
| 8.  | 78          | Поселення черняхівської культури                           |                      | с. Івонівка         | ІІ-IV ст. ст. н.е.                          | 2001 р.                      | Потупчик М.В.                             | №47029.12.2002 р.              |
| 9.  |             | Поселення чорноліської культури                            |                      | с. Козлів           | ХІ-ІХ ст. до н. е.                          | 2009 р.                      | к. і. н. Гаскевич Д.Л.                    | щойно виявлена                 |
| 10. |             | Поселення скіфської культури                               |                      | с. Козлів           | VII-IV ст. до н. е.                         | 2009 р.                      | к. і. н. Гаскевич Д.Л.                    | щойно виявлена                 |
| 11. |             | Палеолітична стоянка                                       |                      | с. Козлів           | XXXV-X тис. до н. е.                        | 2009 р.                      | к. і. н. Гаскевич Д.Л.                    | щойно виявлена                 |
| 12. |             | Поселення трипільської культури                            |                      | с. Козлів           | IV-ІІІ тис. до н. е.                        | 2009 р.                      | к. і. н. Гаскевич Д.Л.                    | щойно виявлена                 |
| 13. |             | Поселення трипільської культури                            |                      | с. Кукавка          | IV-ІІІ тис. до н. е.                        | 2009 р.                      | к. і. н. Гаскевич Д.Л.                    | щойно виявлена                 |
| 14. |             | Поселення чорноліської культури                            |                      | с. Липчани          | ХІ-ІХ ст. до н. е.                          | 2006 р.                      | Потупчик М.В.                             | щойно виявлена                 |
| 15. | 518         | Поселення трипільської культури                            |                      | с. Мервинці         | IV-ІІІ тис. до н. е.                        | 1946 р.                      | археолог М. І. Артамонов                  | №31310.06.1971 р.              |
| 16. | 530         | Група курганів /4/                                         | 4                    | с. Мервинці         | VII-V ст. ст. до н.е.                       | 1950 р                       | археолог М. І. Артамонов                  | №31310.06.1971 р.              |
| 17. | 515         | Палеолітична стоянка                                       |                      | с. Нагоряни         | 40-10 тис. до н.е.                          | 1883 р.                      | АнтоновичВ. Б.                            | №31310.06.1971 р.              |
| 18. | 529         | Скіфське городище                                          |                      | с. Нижчий Ольчедаїв | VII-III ст. ст. до н.е.                     | 1946 р.                      | південно-подільська археолог. експедиція  | №31310.06.1971 р.              |
| 19. | 523         | Поселення трипільської культури                            |                      | с. Нижчий Ольчедаїв | IV-ІІІ тис. до н. е.                        | 1946 р.                      | південно-подільська археолог. експедиція  | №31310.06.1971 р.              |
| 20. | 521         | Поселення трипільської, скіфської і черняхівської культури |                      | с. Озаринці         | IV-ІІІ тис. до н. е.                        | 1954 р.                      | південно-подільська археолог. експедиція  | №31310.06.1971 р.              |
| 21. | 522         | Поселення трипільської культури                            |                      | с. Садова           | IV-ІІІ тис. до н. е.                        | 1954 р.                      | археолог М. І. Артамонов                  | №31310.06.1971 р.              |
| 22. |             | Поселення трипільської культури                            |                      | с. Садова           | IV-ІІІ тис. до н. е.                        | 2009 р.                      | к. і. н. Гаскевич Д.Л.                    | щойно виявлена                 |
| 23. | 526         | Поселення трипільської культури                            |                      | с. Серебрія         | IV-ІІІ тис. до н. е.                        | 1954 р.                      | археолог М. І. Артамонов                  | №31310.06.1971 р.              |
| 24. | 524         | Поселення епохи бронзи                                     |                      | с. Серебрія         | VIII-VII ст.ст. до н.е.                     | 1954 р.                      | археолог М. І. Артамонов                  | №31310.06.1971 р.              |
| 25. | 516         | Палеолітична стоянка                                       |                      | с. Суботівка        | 100-40 тис. до н.е.                         | 1948 р.                      | Борисковський Б. І.                       | №31310.06.1971 р.              |
| 26. |             | Поселення трипільської культури                            |                      | с. Тропове          | IV-ІІІ тис. до н. е.                        | 2009 р.                      | к. і. н. Гаскевич Д.Л.                    | щойно виявлена                 |
| 27. |             | Двошарове поселення трипільської та черняхівської культур  |                      | с. Тропове          | IV-ІІІ тис. до н. е., ІІІ-IV ст. н. е.      | 2009 р.                      | к. і. н. Гаскевич Д.Л.                    | щойно виявлена                 |
| 28. | 534         | Поселення черняхівської культури                           |                      | с. Юрківці          | ІІ-IV ст. ст. н.е.                          | 1954 р.                      | археолог М. І. Артамонов                  | №31310.06.1971 р.              |
| 29. | 525         | Поселення епохи бронзи                                     |                      | с. Яруга            | X-VII ст. ст. н.е.                          | 1952 р.                      | археолог М. І. Артамонов                  | №31310.06.1971 р.              |
| 30. | 527         | Поселення скіфської культури                               |                      | с. Яруга            | VIII ст. до н.е.                            | 1954 р.                      | археолог М. І. Артамонов                  | №31310.06.1971 р.              |
| 31. | 531         | Поселення черняхівської культури                           |                      | с. Яруга            | ІІІ-IV ст. ст. н.е.                         | 1948 р.                      | Борисковський Б. І.                       | №31310.06.1971 р.              |
| 32. | 100         | Поселення трипільської і скіфської культур                 |                      | с. Яришів           | IV-ІІІ тис. до н. е.                        | 1978 р.                      | Дубина І.П. краєзнавець                   | № 9617.02.1983 р.              |
| 33. |             | Поселення трипільської культури                            |                      | с. Яструбна         | IV-ІІІ тис. до н. е.                        | 2009 р.                      | к. і. н. Гаскевич Д.Л.                    | щойно виявлена                 |
|     |             |                                                            |                      |                     |                                             |                              |                                           |                                |

## Джерело
- Пам'ятки Вінницької області